# Victor Sjöström
Victor David Sjöström, v USA vystupující často pod jménem Victor Seastrom (20. září 1879, Årjäng – 3. ledna 1960 Stockholm) byl švédský filmový průkopník, režisér, scenárista a herec. Jeho nejslavnější filmy byly němé, ty švédské byly často na motivy knih Selmy Lagerlöfové (např. Vozka smrti z roku 1921). Od roku 1924 točil v Hollywoodu. Po nástupu zvukového filmu se stáhl k divadelní režii, později byl ředitelem filmového studia AB Svensk Filmindustri. Jeho poslední filmařská práce byla hlavní role ve filmu Ingmara Bergmana Lesní jahody z roku 1957.